# Правительственный указ и авторское право
Указ правительства — технический термин, связанный с практикой работы Бюро авторского права США, которое ведет учёт и регистрацию авторских прав в США. Эта работа основана на принципе публичности государственной политики, при которой граждане должны иметь неограниченный доступ к действующим законам. Аналогичные положения встречаются в авторском праве разных стран. Исключениями являются те законы об авторском праве, которые сложились из английского права.
Понятие «указ правительства» в авторском праве отличается от понятия работа правительства Соединенных Штатов, хотя указ в отдельных случаях может оказаться в обеих категориях (например, акт Конгресса). Невозможность соблюдения авторских прав по указам правительства истекает из общего права, начиная с судебного решения по процессу Уитон против Петерса (1834), в то время как в авторские права для работ правительства США имеют в своей основе статутное право, начиная с акта печати 1895 года.
В Великобритании, авторское право для работ правительства в целях предотвращения несанкционированной печати законов было создано, по меньшей мере, в 1820-х годах и оформлялось в законе Об авторском праве 1911.
Нормы авторского права для правительственных указов определяются в соответствии с законами по авторским правам США:

## История
Идея, что указы правительства не могут быть защищены авторским правом в Соединенных Штатах Америки нашла своё отражение в судебных решениях Верховного Суда, касающихся дела Уитон против Петерса, 33 U.S. (Pet. 8) 591 (1834) (1834). Дело касалось вопроса об авторском праве в официальных отчетах о делах, рассматриваемых в Верховном Суде.
В принятом суде решении утверждалось, что было бы абсурдно требовать соблюдения авторского права для работ законодательных органов, так как никто другой не может делать эту работу. Святой обязанностью правительства является необходимость обнародовать свои документы, уставы в печати. Все страны при соблюдении суверенитета законов должны обнародовать законы вне зависимости от их источника.
Эта доктрина развивалась на протяжении XIX века. Особенно это касалось решений государственных судов. Некоторые штаты пытались поиметь исключительное право на отчет судебного разбирательства для финансирования издания этих отчетов, но эти попытки были отменены федеральными судами.
Аналогичные случаи имели место в отдельных штатах с лицензиями на авторское право на государственных уставы в делах: Давидсон против Уилока, 27 Ф. 61 (штат Миннесота. 1866), в отношении Конституции и уставов Миннесоты; в деле Хауэлл против Миллера, п. 91 129 (6-й ИК. 1898) и др.
Сложные ситуации возникают тогда, когда государственный орган принимает к работе произведения, охраняемые авторским правом как официальные работы государственного учреждения.

## Государственная прерогатива по английскому праву
Положение в английском праве кардинально отличается от того, которое разрабатывалось в судах Соединенных Штатов. Согласно Трактату о праве Короны (1820), монарх считается монополистом на издание законов.
Закон Об авторском праве 1911, учредил систему авторского права короны для работ, подготовленных и опубликованных или выполненных под руководством или контролем Его Величества или любого правительственного ведомства". Этот документ послужил основой для авторского права на всей территории Британской империи — не только в Великобритании. И это повлияло на законы многих стран, которые образовались после распада империи.

## Авторское право для указов правительств в разных странах
Австралия
Раздел 182A в авторском праве 1968 года предусматривает, что местное авторское право в определенных работах не нарушается, если они выполнены в единичных экземплярах, при условии, что их копии не проданы для получения прибыли (то есть по цене, превышающей затраты на копирование). Такими работами являются федеральные и государственные законы, правила, суждения и мнения федеральных и государственных судов.
Канада
Начиная с 1997 года, местный закон на воспроизводство в законном порядке позволяет воспроизводить федеральные законы и решения федеральных судов, отметив, что «это деяние имеет фундаментальное значение в демократическом обществе, что его права должны быть широко известны и, что граждане должны иметь беспрепятственный доступ к этому праву». Воспроизводство должно осуществляться с обеспечением точности воспроизведения материалов; копия не может быть представлена в качестве официальной версии.
Новая Зеландия
Начиная с 2001 года в Новой Зеландии широкий спектр указов правительства был освобожден от действия авторского права разделом 27 закона Об авторском праве 1994. . Это касается также актов парламента, постановлений и судебных решений, докладов королевских комиссий и др.
Южная Африка
В ЮАР в 1978 году в законе Об авторском праве записано, что официальные тексты законодательного, административного или судебного характера, а также официальные переводы таких текстов находятся в открытом доступе.
Великобритания
Актыпарламента и Ассамблей в Великобритании охраняются авторским правом в соответствии с разделом  164 части закона об охране авторских прав, дизайна и патентов 1988 (CDPA); подзаконные акты и судебные решения защищены общим режимом авторского свидетельства (п. 163, CDPA). Указы правительства могут быть свободно воспроизведены для некоммерческого использования. Коммерческое распространение документов производится путём включения их в однотомные сборники.